# Vietnám hadereje
Vietnám hadereje a szárazföldi erőkből, a légierőből és a haditengerészetből áll.

## Fegyveres erők létszáma
- Aktív: 484 000 fő
- Szolgálati idő a sorozottaknak: 36 hónap
- Tartalékos: 4 000 000 fő

## Szárazföldi erők
Létszám:
412 000 fő
Állomány
- 58 gyalogos hadosztály
- 3 gépesített hadosztály
- 10 harckocsidandár
- 15 önálló gyalogosezred
- 10 tüzérdandár
- 8 műszaki hadosztály
- 16 műszaki építő hadosztály
- 20 önálló műszaki dandár

Felszerelés
- 1270 db harckocsi (T–54, T–55, T–62,
- 620 db közepes harckocsi (PT–76, kínai 62-es típus)
- 100 db felderítő harcjármű (BRDM–2)
- 300 db páncélozott gyalogsági harcjármű (BMP–1, BMP–2)
- 1100 db páncélozott szállító jármű
- 2330 db tüzérségi löveg: 2300 db vontatásos, 30 db önjáró
- (Hiányos adat)légvédelmi rakéta

## Légierő
Létszám:
30 000 fő
Állomány
- 2 közvetlen támogató ezred
- 6 vadászrepülő-ezred
- 3 szállítórepülő-ezred

Felszerelés
- 290 db harci repülőgép (MiG–21(150db), Szu–22(80db), Szu–27 (36db), Szu–30 (24db))
- 28 db szállító repülőgép (An–2, An–26, Jak–40)
- 38 db harci helikopter (Mi–24)
- 30 db szállító helikopter (Mi–8, Mi–17, Mi–6)

## Haditengerészet
Létszám:
42 000 fő
Hadihajók
- 2 db tengeralattjáró (További 6 db tengeralattjáró hadrendbe állítását tervezi[forrás?])
- 6 db fregatt
- 42 db járőrhajó
- 10 db aknarakó/szedő hajó
- 6 db deszanthajó
- 30 db vegyes feladatú hajó

Tengerészgyalogság: 27 000 fő
- 2 hadosztály